# Merilammi
Merilammi är en sjö i kommunerna Nystad och Pyhäranta i landskapet Egentliga Finland i Finland. Sjön ligger 11 meter över havet. Arean är 10 hektar och strandlinjen är 1,87 kilometer lång. Sjön  ingår i Sirppujokis huvudavrinningsområde.   Den ligger omkring 63 kilometer nordväst om Åbo och omkring 200 kilometer väster om Helsingfors. 
Merilammi ligger söder om Lamminjärvi och väster om Pitkäjärvi. 